# Заможе
Заможе (пол. Zamorze) — село в Польщі, у гміні Пневи Шамотульського повіту Великопольського воєводства.
Населення — 207 осіб (2011).
У 1975-1998 роках село належало до Познанського воєводства.

## Демографія
Демографічна структура станом на 31 березня 2011 року:
|          | Загалом | Допрацездатний вік | Працездатний вік | Постпрацездатний вік |
| -------- | ------- | ------------------ | ---------------- | -------------------- |
| Чоловіки | 104     | 22                 | 73               | 9                    |
| Жінки    | 103     | 26                 | 64               | 13                   |
| Разом    | 207     | 48                 | 137              | 22                   |